# Kamionka (dopływ Niemna)
Kamionka (biał. Каменка) – rzeka o długości 21 km w zachodniej Białorusi, dopływ Niemna (zlewisko Morza Bałtyckiego).